# Spino siciliano

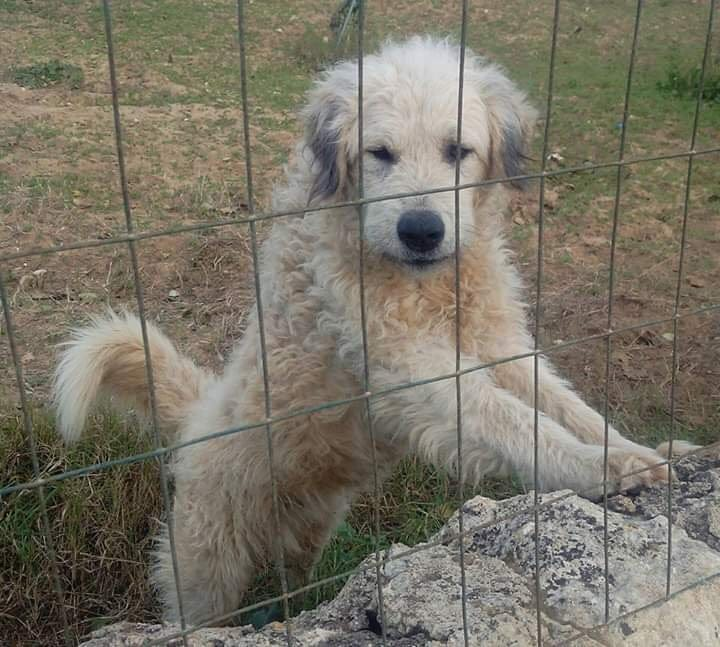
Spinusu Sicanu

Lo spino siciliano (spinusu sicano) è una razza canina originaria della zona meridionale o centro-meridionale della Sicilia (area dei monti Sicani). Da non confondere con lo spino degli Iblei.

## Comportamento
Cane pecoraio, conduttore e guardiano di greggi. Molto rustico, vive in simbiosi col suo gregge, non lo abbandona mai, anche quando giunge la sera lui preferisce dormire nel suo ovile.

## Caratteristiche
Mantello color crema chiaro (carattere identificativo di razza) in tutte le sfumature, più raramente altre colorazioni (nero); pelo riccio e/o ondulato non lungo.
Il muso è ricoperto di peli ispidi, aspetto molto rustico, di grande stazza, oggi ne rimangono purtroppo pochi esemplari.